# Interpretatio Christiana
Interpretatio Christiana bezeichnet die Umwandlung oder Umdeutung jüdischer oder heidnischer Bräuche und Überlieferungen in christlichem Kontext.
Beispiele sind:
- Die römische Wintersonnwendfeier dies natalis Invicti wurde zu Weihnachten.
- Die Darstellung des griechischen Hirtengottes Pan diente als Vorbild für die Darstellung des christlichen Teufels.
- Überlieferungen des Alten Testaments wurden durch christliche Autoren wie Paulus[1] umgedeutet.